# Aléria
Aléria (korziško Aleria) je naselje in občina v francoskem departmaju Haute-Corse regije - otoka Korzika. Leta 2010 je naselje imelo 2.067 prebivalcev.

## Geografija
Kraj leži v vzhodnem delu otoka Korzike 72 km južno od središča Bastie.

## Uprava
Občina Aléria skupaj s sosednjimi občinami Ampriani, Campi, Canale-di-Verde, Chiatra, Linguizzetta, Matra, Moïta, Pianello, Pietra-di-Verde, Tallone, Tox, Zalana in Zuani sestavlja kanton Moïta-Verde s sedežem v Moïti. Kanton je sestavni del okrožja Corte.

## Zanimivosti
- arheološko najdišče antične naselbine Alerie z nasipom iz starogrškega obdobja, predrimsko nekropolo, ostanki rimskega mesta, vile, rimskih toplic Santa Laurina iz 2. stoletja; francoski zgodovinski spomenik od leta 1990,
- utrdba Fort de Matra iz obdobja Genovske republike (15. stoletje); zgodovinski spomenik od leta 1962,
- romanska cerkev sv. Marcela
- rastlinski rezervat Casabianda.